# Kori Carter
Kori Carter, född 3 juni 1992, är en amerikansk friidrottare. Vid världsmästerskapen i friidrott 2017 blev hon världsmästare på 400 meter häck.

### Fotnoter
1. ↑  ”Athlete profile Kori Carter”. iaaf.org. IAAF. https://www.iaaf.org/athletes/united-states/kori-carter-243056. Läst 11 augusti 2017.
2. ↑  Carter earns shock 400 meters hurdles win from outside lane